# Beechcraft Bonanza

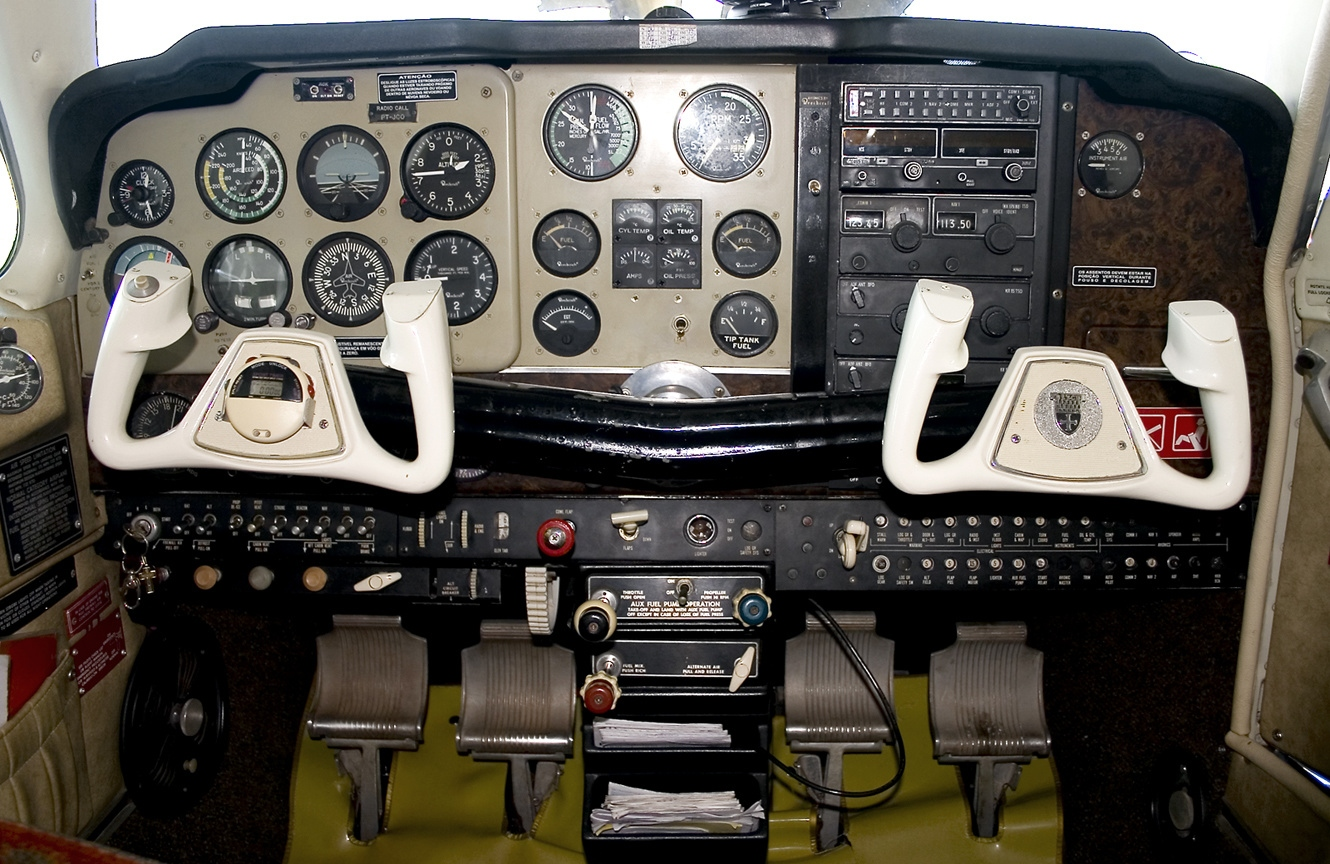
Beech V35B Bonanza, Cockpit

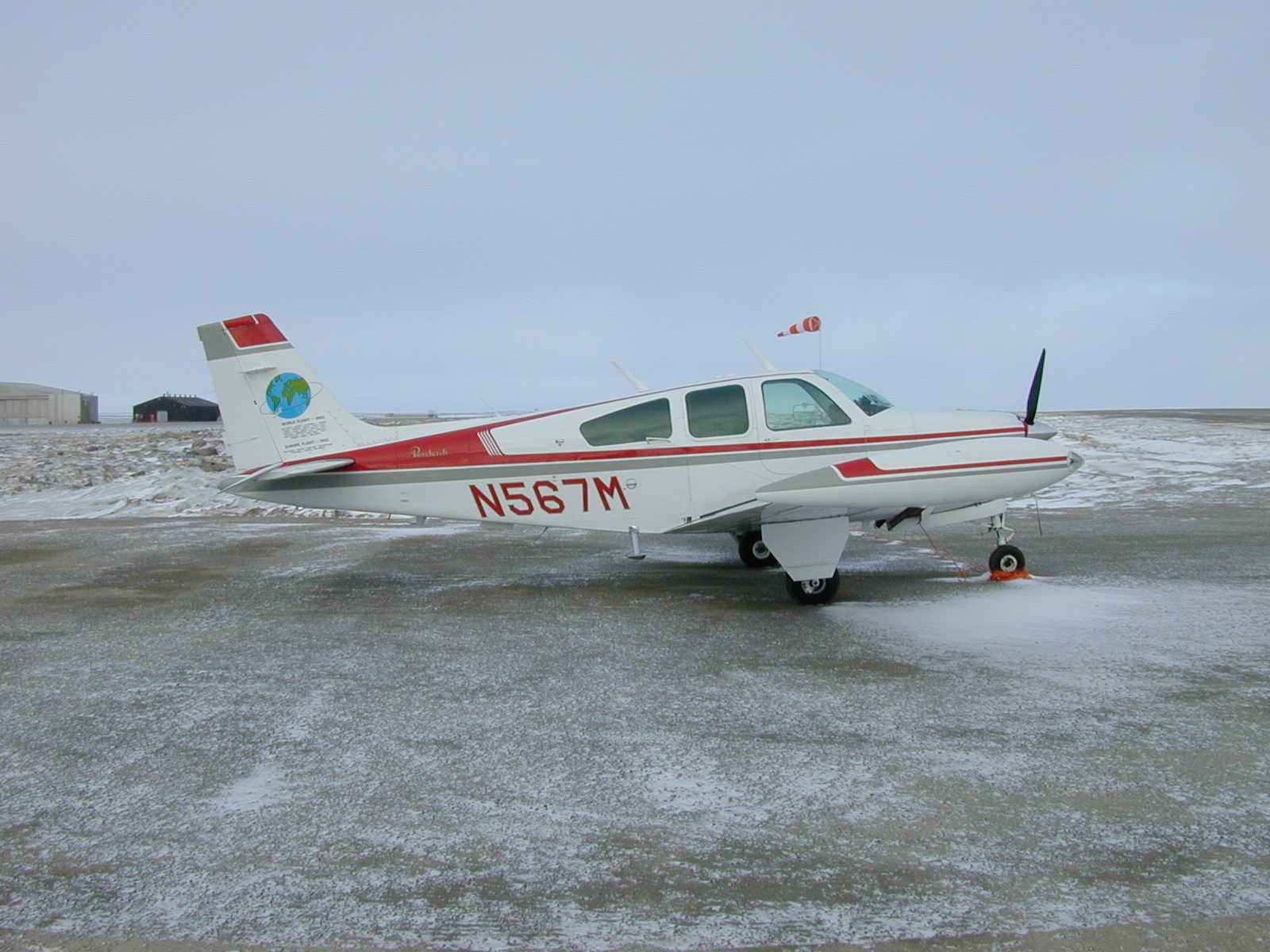
Beechcraft Bonanza F33A (BE33) N567M

Die Beechcraft Bonanza wird seit mehr als 70 Jahren von der Beech Aircraft Corporation als Reise- und Geschäftsflugzeug produziert. Sie ist damit das Flugzeug mit der längsten Serienproduktion. Mit mehr als 17.000 Exemplaren ist sie auch eines der am meisten gebauten Flugzeuge. Als dritter Entwurf von Beech, nach den Vorkriegsmustern Model 17 und Model 18, war die 1945 vorgestellte Model 35 Bonanza von Beginn an ein kommerzieller Erfolg. Schon bevor genaue Leistungsdaten über das neue Modell bekannt wurden, gab es 500 Vorbestellungen. In einem Zeitraum von acht Monaten konnte Beech im Jahr 1947 fast 1000 Exemplare herstellen.
Derzeit (2017) wird die Bonanza in der Version G36 angeboten.

## Geschichte

### Baureihenübersicht
- Model 35 Bonanza (Produktionszeit 1947–1982)
- Model 33 Debonair (1959–1967) und Bonanza (1968–1973)
- Model 36 Bonanza (1968 – heute (2017))

### Entwicklung
Das Unternehmen Beech Aircraft Corporation wurde von Walter Beech gegründet, nachdem er sich 1932 von Curtiss-Wright getrennt hatte. Mit einer Handvoll Angestellten, die er von seiner früheren Firma Travel Air mitnahm, gründete er im April 1932 Beech Aircraft. Mit der Bonanza beabsichtigte Beech, ein Flugzeug zu bauen, das vier Personen samt Gepäck mit einem autoähnlichen Komfort und 290 km/h transportieren können sollte. Beech baute fünf Prototypen, drei davon wurden für dynamische Bruchversuche verwendet, zwei waren flugfähig ausgerüstet. Die Werknummer 3 (NX80150) erhielt einen Lycoming-GO-290-A-Motor, für den zweiten fliegenden Prototyp (Werknummer 4) verwendete Beech ein 165 PS (123 kW) leistendes Continental-Triebwerk. Am 22. Dezember 1945 hatte die Werknr. 3 ihren Erstflug mit Vern L. Carstens am Steuer. Die Musterzulassung wurde am 25. März 1947 erteilt.

### Model 35 und Varianten

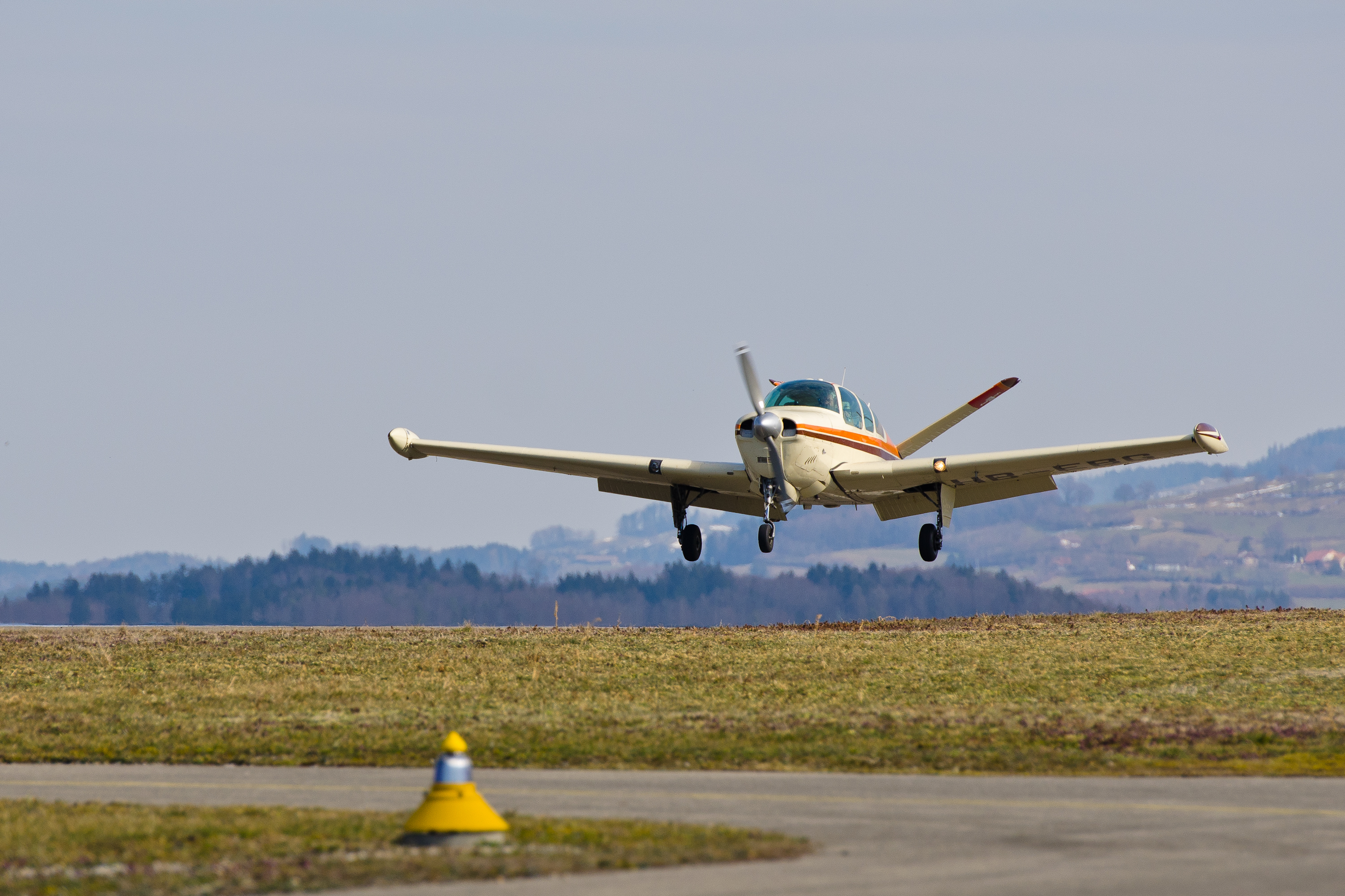
Eine G35 (HB-EBG, 225 PS, 1956) mit Zusatztanks im Landeanflug auf den Flugplatz Ecuvillens

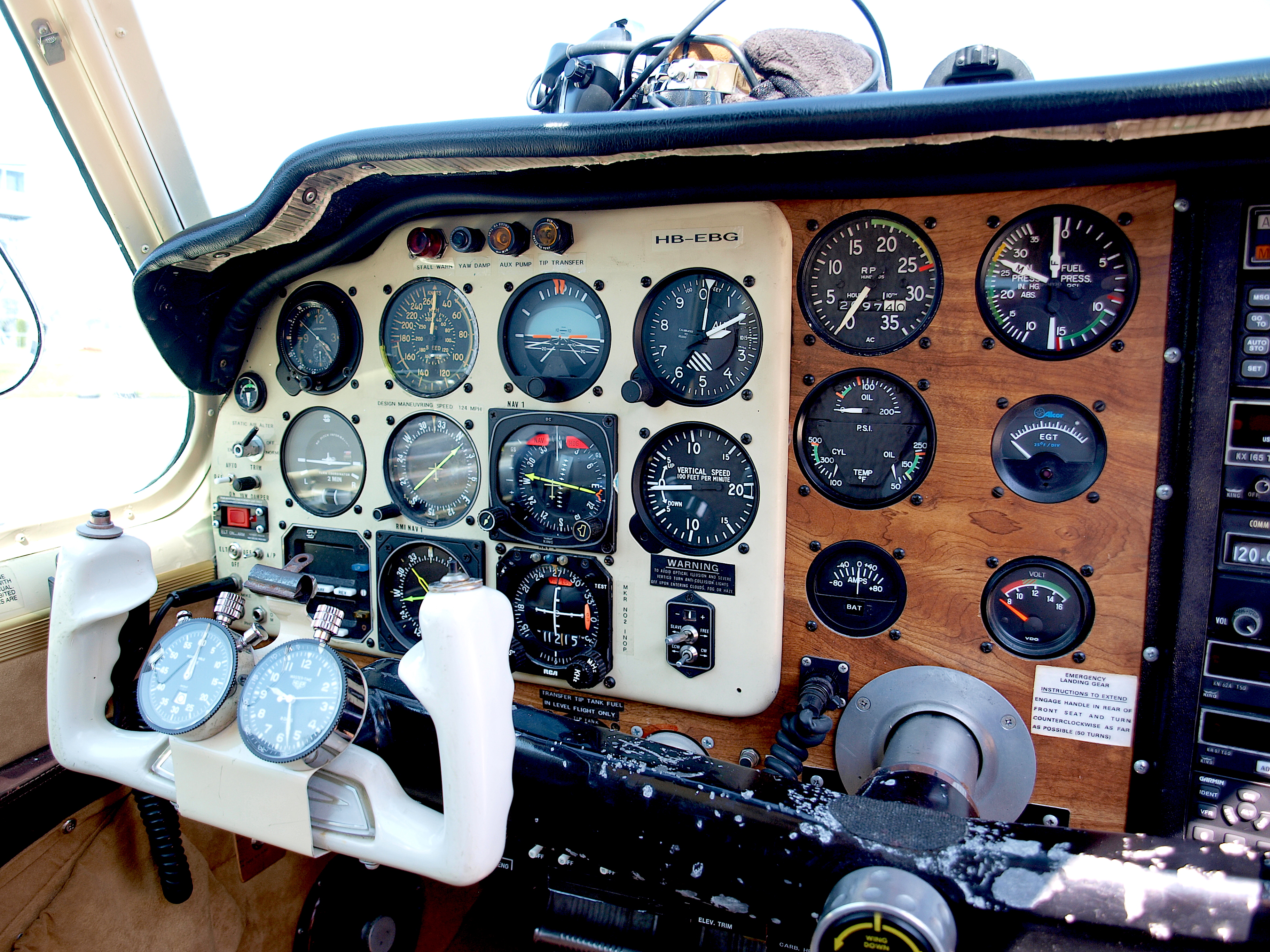
Cockpit einer Beechcraft G35 (HB-EBG)

Die Model 35 war die erste Serienversion der Bonanza, von der 1500 Exemplare hergestellt wurden, mehr als von jeder anderen Variante. Der Antrieb bestand aus einem 121-kW-Continental-E-165. Die Reichweite betrug 1200 km mit der normalen Treibstoffkapazität von 151 L. Maschinen der späten Produktionszeit hatten einen Continental E-185-1 mit 136 kW (185 PS) Maximal- und 121 kW (165 PS) Dauerleistung. Zu den berühmtesten Bonanzas gehört die Waikiki Beach (Kennzeichen N80040, Werknr. D-4), mit der William Odom zwei bemerkenswerte Langstreckenflüge durchführte. So flog er Mitte Januar 1949 die Strecke von Honolulu nach Oakland in 22 Stunden; auf der Strecke von 8.480 km verbrauchte die Maschine 1.100 l Treibstoff. Einen zweiten Non-stop-Flug führte er am 7. und 8. März 1950 durch, wobei die Strecke vom Hickam Field (Hawaii) zum Flughafen Teterboro in New Jersey führte. Odom brauchte hierfür 36 Stunden. Das Flugzeug ist heute im National Air and Space Museum ausgestellt.
Im Jahr 1949 wurde das Model A35 eingeführt. Besondere Kennzeichen waren das steuerbare Bugrad und die Einführung eines Kastenholms für die Tragflächenstruktur, statt des bis dahin eingesetzten Rohrholms. Insgesamt wurden 701 A35 hergestellt. Die 1950 eingeführte B35 entsprach weitgehend der A35, hatte aber einen 144 kW (196 PS) leistenden Continental-E-185-8-Motor und wies geringe Änderungen in der Innenausstattung auf. Die Produktion betrug 480 Maschinen, die zu einem Preis von je 11.975 US-Dollar angeboten wurden.
Die C35 wurde im Spätjahr 1950 eingeführt. Sie war mit einem Continental E-185-11 mit 136 kW (185 PS) ausgestattet. Die Leitwerksfläche wurde leicht vergrößert. Die Gesamtproduktion betrug 719 Exemplare, wobei 410 Maschinen 1950 bzw. 1951 und 309 im Jahr 1952 hergestellt wurden. Der Kaufpreis waren 12.990 US-Dollar für die 1950/51-Modelle und 18.990 US-Dollar für das Modell von 1952. Die D35 führte 1953 lediglich eine neue Farbgebung ein. Der Preis der 298-mal gebauten Variante betrug 18.990 US-Dollar.
Die E35 aus dem Jahr 1954 war mit einem 136-kW-Continental-E-185-11 und einem 165 kW (225 PS) leistenden Continental E-225-8 erhältlich. Die Produktion umfasste 301 Maschinen, die 18.990 US-Dollar (E-185) oder 19.990 US-Dollar (E-225) kosteten. Mit der F35 des Jahres 1955 wurde ein drittes Seitenfenster eingeführt. Auch für die 392-mal gebaute F35 waren das E-185-11- und E-225-8-Triebwerk erhältlich. Das E-225-8 war das Standardtriebwerk der 1956 erschienenen G35. Insgesamt wurden 476 G35 gebaut und für 21.990 US-Dollar angeboten. Die 1957 eingeführte H35 verwendete erstmals den Continental O-470-G mit 177 kW (240 PS) und wurde in 464 Exemplaren gebaut.
Für die J35 setzte Beechcraft mit dem Continental IO-470-C erstmals einen Motor mit Benzineinspritzung ein, der einen Verstellpropeller mit 2,08 m Durchmesser antrieb. Der Preis für die 396 gebauten Maschinen betrug je 24.300 US-Dollar. Die K35 von 1959 bot einen optionalen fünften Sitz. Zusammen mit einer größeren Tankkapazität erhöhte sich dadurch das zulässige Abfluggewicht auf 1336 kg. 436 K35 wurden zu einem Verkaufspreis von 25.300 US-Dollar produziert. Die M35, von der 400 Stück hergestellt wurden, war 1960 gegenüber der K35 unverändert. Die 1961er N35 hatte ein vergrößertes drittes Seitenfenster sowie ein 260-PS-Continental-IO-470-N-Triebwerk. Die Produktion umfasste 280 Flugzeuge. Von der O35 mit einem Laminarflügel wurde 1961 nur ein Exemplar hergestellt. Die P35 erhielt das gleiche Triebwerk wie die N35, aber eine vollkommen neu konzipierte Instrumententafel und als Option größere Treibstofftanks. Die Gesamtproduktion war 467 Stück (1962: 225, 1963: 242).
Bei der 1964 eingeführten S35 wurde der Rumpf um 48 cm verlängert und bot nun Platz für sechs Passagiere. Der Antrieb bestand aus einem Continental IO-520-B mit 285 PS. Von den insgesamt 667 produzierten S35 entfielen 331 auf das Jahr 1964, 327 auf 1965 und 9 auf 1966. Bei der V35 aus dem Jahr 1966 blieb der Antrieb gegenüber der S35 unverändert. Die größte Verbesserung war die Einführung einer einteiligen Frontscheibe. Gebaut wurden 622 Exemplare (325 im Jahr 1966 und 297 1967). Die V35 wurde in einigen Untervarianten weiterentwickelt. So bot die V35TC ein TSIO-520-D mit Turboaufladung, wodurch die Leistung von 285 PS bis in eine Höhe von 5790 m gehalten werden konnte. Die V35A konnte wahlweise mit einem Dreiblattpropeller ausgerüstet werden und erhielt eine weiter modifizierte Frontscheibe. Der Preis der 470-mal gebauten V35A betrug 1969 36.850 US-Dollar. Die ansonsten unveränderte V35A-TC erhielt einen Motor mit Turboaufladung. Die V35B von 1972 hatte gegenüber der V35A lediglich eine neu entworfene Inneneinrichtung, die aber auch strukturelle Änderungen erforderlich machte. Bis zum Ende der Produktion 1982 wurde die V35B kontinuierlich weiterentwickelt, ohne dass sich die Bezeichnung änderte.
Am 17. Februar 1977 baute Beechcraft die 10.000ste Bonanza, eine V35B, die das Kennzeichen N35VB erhielt und auf einer Präsentationstour durch die USA gezeigt wurde.

### Model 33 Debonair/Bonanza
Als Antwort auf die neue Konkurrenz durch die Cessna 182 und Piper Comanche entwickelte Beech aus der Bonanza die Debonair. Mit Ausnahme des konventionellen gepfeilten Leitwerks entsprach sie weitgehend der Bonanza. Der Prototyp (Kennzeichen N832R) flog am 14. September 1959 zum ersten Mal mit einer sehr einfach gehaltenen Inneneinrichtung. Bis Ende 1966 wurden 1195 Debonair gebaut, denen bis zum 1. Januar 1991 noch weitere 1910 Flugzeuge folgten, die wieder unter dem Namen Bonanza verkauft wurden.
Die ab November 1959 angebotenen Serienflugzeuge trugen die Bezeichnung Model 35-33 Debonair. Sie hatten einen Continental-IO-470-J-Motor mit 225 PS als Antrieb. Nach einem guten Start mit 233 gebauten Exemplaren im ersten Jahr erlahmte das Interesse etwas, was auf die spartanische Innenausstattung und die sehr einfache Lackierung zurückgeführt wurde. Beechcraft reagierte mit der 1961 eingeführten 35-A33 Debonair, die sowohl innen komfortabler ausgelegt war als auch eine vollständige äußere Lackierung hatte. Die Produktion umfasste 154 Exemplare. Die B33 Debonair von Ende 1961 erhielt weitere Verbesserungen, wie sie bei der N35 Bonanza bereits Standard waren. Insgesamt wurden 426 B33 gebaut. Die 1965 eingeführte C33 Debonair, von der 304 Maschinen gebaut wurden, wies nur geringe Änderungen gegenüber ihrer Vorgängerin auf. Bei der C33A Debonair von 1966 führte Beech den stärkeren 285 PS leistenden Continental-IO-520-B-Motor ein. Insgesamt wurden 179 C33A hergestellt. Das Model D33 war eine militärische Versuchsvariante der S35 Bonanza aus dem Jahr 1965, der das verbesserte Model PD 249 folgte. Das Projekt wurde Anfang der 1970er-Jahre eingestellt.
Mit der 116 mal produzierten E33 von 1968 änderte sich der Beiname von Debonair in Bonanza. Bei der E33A wurde lediglich das Triebwerk vom IO-470-K auf das IO-520-B geändert. Die Produktion betrug 85 Stück. Die E33B von 1968 erhielt strukturelle Verstärkungen, sodass nun auch Kunstflug möglich gewesen wäre. Tatsächlich wurde jedoch keine einzige E33B gebaut. Die 25 gebauten E33C erhielten die Strukturverbesserungen der E33B. Es folgte die 1970 eingeführte F33, bei der Verbesserungen von der V35A und B übernommen wurden. Dazu gehörten ein drittes Seitenfenster und eine modifizierte Frontscheibe. Der Antrieb bestand aus einem 165-kW-IO-470-K. Gebaut wurden 20 F33. Von der F33A gab es zwei Varianten mit einem Standardrumpf (26 Exemplare) und eine bis nach 1985 produzierte Version mit einem um 48 cm verlängerten Innenraum, ähnlich dem der V35B, der sechs Insassen aufnehmen konnte. Die Lufthansa Aviation Training setzte die F33A seit 1972 in größerer Zahl als Schulflugzeug ein; das Muster wird aber derzeit (2017) nach und nach durch die Cirrus SR20 ersetzt. Die F33C erhielt als kunstflugfähige Bonanza einige strukturellen Eigenheiten der E33C. Bei der ab 1972 angebotenen G33 setzte man in eine F33-Zelle ein 191-kW-IO-470N-Triebwerk ein. Von den 50 gebauten Exemplaren wurden zehn Stück bei der Pacific Southwest Airlines für Schulungszwecke verwendet.

### Model 36

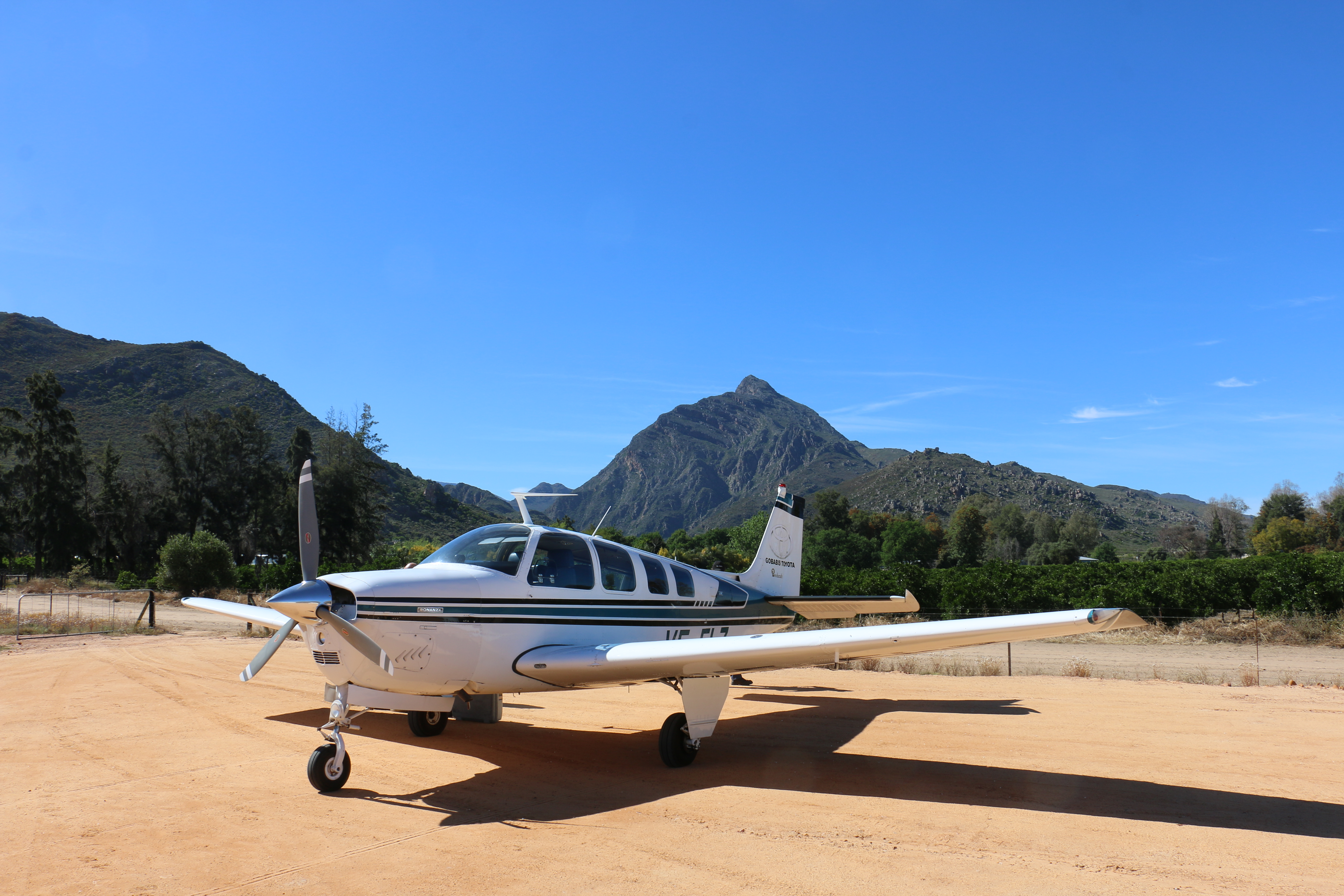
Beechcraft A36 bei Citrusdal, Südafrika

Die aktuelle und einzige Version, die Beech noch herstellt, ist die G36. Sie hat mittlerweile neben zahlreichen anderen Veränderungen ein Glascockpit Garmin G1000 erhalten, das die gesamte Avionik mit allen primären und sekundären Flug- und Motorinstrumenten sowie Navigation und Kommunikation in einem integrierten System vereint und auf zwei redundanten Bildschirmen anzeigt.

## Weiterentwicklung
Beechcraft entwickelte aus der Bonanza auch mehrere zweimotorige Flugzeuge. Dabei verwendete das bereits 1951 eingeführte und Twin Bonanza genannte Modell zwar Rumpfschalen der Bonanza, war jedoch im eigentlichen Sinne keine zweimotorige Bonanza, sondern eine deutlich größere Maschine, die später zur Queen Air weiterentwickelt wurde. Erst 1958 kam eine „echte“ zweimotorige Bonanza unter der Bezeichnung Travel Air auf den Markt. Deren bis heute gebautes Nachfolgemodell Baron war von 1976 bis 1985 sogar mit Druckkabine erhältlich.
Insgesamt 33 Maschinen des Typs Beech 33 Debonair wurden zu QU-22 Pave Eagle umgebaut, die im Vietnamkrieg als elektronische Aufklärungsflugzeuge genutzt wurden.
Als Beechcraft T-34 Mentor existiert eine militärische Trainingsversion der Bonanza, die 1948 zum ersten Mal flog. Dabei wurde die viersitzige Kabine durch ein Tandemcockpit für zwei Personen ersetzt. Während die T-34A und T-34B wie der zivile Typ über ein Kolbentriebwerk verfügt, besitzt die T-34C einen Turboprop-Antrieb Pratt & Whitney Canada PT6A-25. Über 2300 T-34 wurden bis 1990 gebaut, hauptsächlich für die US Air Force und die US Navy.

## Zwischenfälle
- Am 3. Februar 1959 stürzte eine Bonanza B35 mit den drei damals sehr populären Rock-’n’-Roll-Musikern Buddy Holly, Ritchie Valens und Jiles Perry Richardson (The Big Bopper) ab. Alle Passagiere und der Pilot Roger Peterson kamen dabei ums Leben. Valens war zu diesem Zeitpunkt erst 17 Jahre alt. Ursache soll aber kein technischer Fehler, sondern schlechte Wetterbedingungen und menschliches Versagen des Piloten gewesen sein. Dieser Tag wurde in den Medien auch als „Tag, an dem die Musik starb“ bezeichnet (The Day the Music Died).

- Am 7. Februar 1981[5] stürzte Steve Wozniak, Mitbegründer des IT-Unternehmens Apple, beim Start vom Santa Cruz Sky Park mit einer Beechcraft Bonanza ab. Die Ermittlungen ergaben, dass seine Lizenz nicht ausreichend war, ein Flugzeug dieses Typs zu fliegen. Nach dem Absturz litt er zeitweise an einem Verlust seines Kurzzeitgedächtnisses.[6]

- Am 19. März 1982 stürzte mit einer 1955 gebauten Bonanza F35 (Kennzeichen N567LT)[7] Randy Rhoads, der Leadgitarrist von Ozzy Osbourne, ab, der bis heute zu den begabtesten und einflussreichsten Rock-Gitarristen zählt. Rhoads, die Stylistin der Band Rachel Youngblood, und der Pilot Andrew Aycock kamen dabei ums Leben. Aycock, der Fahrer des Busses, hatte die Fahrt zu einem Konzert („Saturday's Rock Superbowl XIV“-Eröffnungsshow in Orlando, Florida) in der Nähe von Leesburg, Florida, unterbrochen, um die Bandmitglieder von Ozzy Osbourne zu einem Rundflug einzuladen. Wie sich herausstellte, flog er – zum Unfallzeitpunkt unter Kokaineinfluss stehend – mehrere Scheinangriffe im Tiefflug auf den Tourbus. Zweimal ging alles gut, dann kam die Maschine zu tief, sodass eine Tragfläche das Dach des Busses streifte, in dem Ozzy Osbourne und seine zukünftige Frau Sharon Arden, Drummer Tommy Aldridge und Bassist Rudy Sarzo noch schliefen. Dabei riss die Tragfläche ab, das Flugzeug streifte einen Baum und stürzte in ein dahinter liegendes Gebäude, wo es explodierte.

- Am 7. April 1982 befand sich der Rennfahrer Harald Ertl mit Mitgliedern seiner Familie auf dem Flug von Mannheim nach Sylt, wo sie die Osterferien verbringen wollten, als die Maschine nach einem Motorschaden in Mittelhessen abstürzte. Harald Ertl starb in den Trümmern, seine Frau Vera Ertl und sein Sohn Sebastian Ertl trugen schwere Verletzungen davon. Seine Schwägerin, sein Schwager, der die Maschine steuerte, und seine Nichte kamen ebenfalls ums Leben.

- Am 30. Mai 2008 stürzte eine aus Maastricht kommende A36 gegen 17:26 Uhr beim Anflug auf den Flughafen Sylt aufgrund eines Motorausfalls ab. Bei dem Unfall wurde der Pilot getötet und die beiden Passagiere verletzt. Die Ursache des Motorausfalls war nach Auswertung der Bundesstelle für Flugunfalluntersuchung Treibstoffmangel wegen eines leeren linken Tanks.[8]

- Am 7. Juni 2024 stürzte eine T-34 Mentor bei Roche Harbor in den San Juan Islands ab. Der Pilot, Astronaut William Anders, kam dabei ums Leben. Anders war Teilnehmer der Mission Apollo 8 und nahm dabei das Farbfoto der über der Mondoberfläche aufgehenden Erde auf.[9]

- Am 22. März 2025 stürzte eine Beechcraft B36 Bonanza direkt nach dem Start in Sankt Augustin ab. Der Pilot wurde dabei getötet. Seine Tochter überlebte schwer verletzt.[10]

- Am 31. Mai 2025 stürzte eine Beechcraft B36 TC Bonanza im Landeanflug auf Mönchengladbach mit gemeldetem Motorproblem im Ortsteil Kleinenbroich der Stadt Korschenbroich ab. Das Flugzeug zerschellte an einem Wohnhaus. Die Pilotin, eine Bewohnerin des Hauses und ein Hund kamen dabei ums Leben. Es entstand ein Brand und hoher Sachschaden.[11]

## Technische Daten A36
- Länge: 8,38 m
- Spannweite: 10,21 m
- Höhe: 2,62 m

Beechcraft V35B Bonanza

- Antrieb: 1 × Teledyne-Continental IO-550-B, 221 kW/300 PS
- Höchstgeschwindigkeit: 325 km/h (176 kts)
- Reisegeschwindigkeit: 305 km/h (165 kts)
- Maximale Reichweite („Ferry Flight“): 1.700 km (920 NM)
- Standard-Reichweite (Pilot+4 Passagiere): 850 km (460 NM)
- Reisegeschwindigkeit bei 65 % Leistung: 160 Knoten
- Reichweite bei 65 % in 10.000 ft: 810 NM
- Abrissgeschwindigkeit
  - ohne Landeklappen: 71 kts
  - mit Landeklappen: 51 kts
- Steigleistung: 1230 ft/min (375 m/min)
- Dienstgipfelhöhe: 18500 ft (5.630 m)